# Stefan Gelbhaar

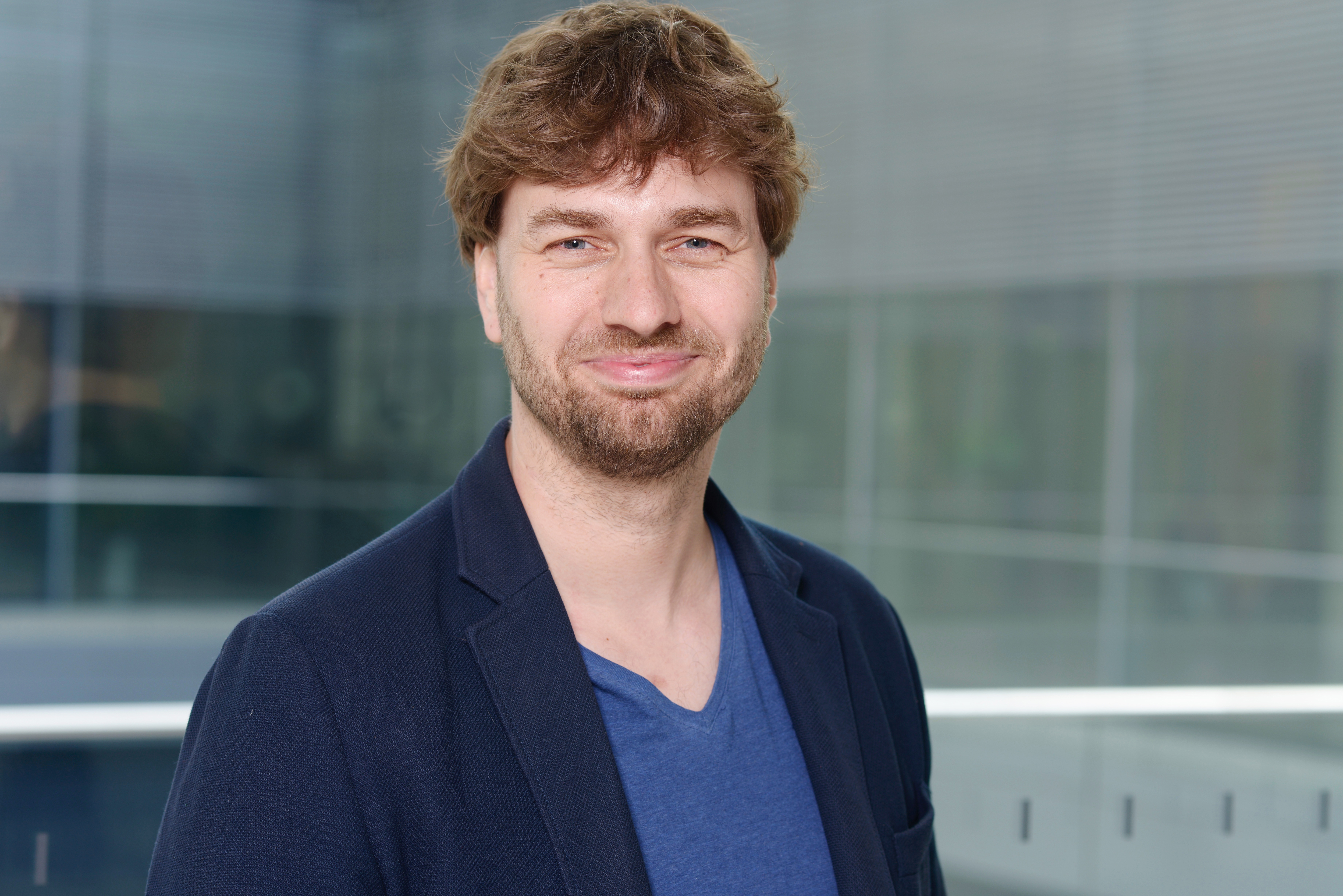
Stefan Gelbhaar (2020)

Stefan Gelbhaar (* 9. Juli 1976 in Ost-Berlin) ist ein deutscher Politiker (Bündnis 90/Die Grünen). Von April 2008 bis März 2011 war er Landesvorsitzender von Bündnis 90/Die Grünen Berlin. Gelbhaar war von 2011 bis 2017 Mitglied des Abgeordnetenhauses von Berlin und von 2017 bis 2025 Mitglied des Deutschen Bundestages.

## Leben
Gelbhaar wurde in Berlin-Friedrichshain geboren und wuchs im Berliner Stadtbezirk/Bezirk Pankow auf. Er besuchte die 30. POS und das Carl-von-Ossietzky-Gymnasium im Ortsteil Berlin-Pankow. Nach seinem Abitur leistete er Zivildienst in der Tagesbetreuungsstätte im Haus Immanuel. Ab 1997 studierte er Rechtswissenschaften an der Humboldt-Universität zu Berlin, 2002 schloss er das Studium mit dem 1. Staatsexamen ab. Sein Referendariat absolvierte er im Land Brandenburg, 2004 schloss er das Referendariat mit dem 2. Staatsexamen ab. Er ist als Rechtsanwalt zugelassen und war u. a. als Strafverteidiger tätig. Gelbhaar ist Vater von zwei Kindern.

## Politik
Gelbhaar ist seit 2000 Mitglied von Bündnis 90/Die Grünen. Von 2004 bis 2005 war er Beisitzer und von Ende 2005 bis Anfang 2008 Vorsitzender im Vorstand des Pankower Kreisverbandes. Laut der Welt war es ihm gelungen, den zerstrittenen Kreisverband Pankow zu einen. Von März 2007 bis April 2008 war er zudem Beisitzer im Landesvorstand Berlin. Er wurde 2008 als Nachfolger Barbara Oesterhelds von der Berliner Landesdelegiertenkonferenz im ersten Wahlgang mit 61 % zum Landesvorsitzenden gewählt, seine Gegenkandidatin Pia Paust-Lassen erhielt 35 % der Stimmen.
Mit der Wahl im September 2011 zum Mitglied des Abgeordnetenhauses von Berlin schied Gelbhaar aus dem Parteivorstand aus. In der Fraktion war er Sprecher für Verkehrs- sowie Medien- und Netzpolitik und seit November 2011 stellvertretender Fraktionsvorsitzender. Bei der Wahl zum Abgeordnetenhaus von Berlin 2016 kandidierte Gelbhaar für den Wahlkreis Pankow 8 und gewann mit einem Erststimmenergebnis von 29,8 % das Direktmandat. Gelbhaar legte sein Mandat im Abgeordnetenhaus von Berlin im Dezember 2017 nieder, da er im Oktober 2017 Mitglied des Bundestages geworden war.
Bei der Bundestagswahl 2017 kandidierte Gelbhaar als Direktkandidat für den Wahlkreis 76 – Pankow und wurde als Zweiter der Landesliste in den 19. Deutschen Bundestag gewählt. Dort war er Obmann seiner Fraktion im Ausschuss für Verkehr und digitale Infrastruktur und Sprecher für städtische Mobilität und Radverkehr. Ab Oktober 2020 war Gelbhaar als Nachfolger von Stephan Kühn zudem verkehrspolitischer Sprecher der Bundestagsfraktion. Er war stellvertretendes Mitglied im 2. Untersuchungsausschuss der 19. Wahlperiode des Deutschen Bundestages.
Zur Bundestagswahl 2021 sowie der teilweisen Wahlwiederholung trat Gelbhaar erneut für den Wahlkreis Berlin-Pankow an und führte mit Lisa Paus die Grüne Landesliste von Berlin an. Er gewann das Direktmandat und zog in den 20. Deutschen Bundestag ein. Gelbhaar war innerhalb seiner Bundestagsfraktion Leiter der AG Mobilität, ab 2020 war er Sprecher für Verkehrspolitik. Er war zudem ordentliches Mitglied im Verkehrsausschuss sowie stellvertretendes Mitglied im Haushaltsausschuss und im Ausschuss für Digitales. Ab 2022 hatte er einen Sitz im Aufsichtsrat der DB Netz inne.
Für die Bundestagswahl 2025 wurde Gelbhaar im November 2024 mit 98 % Zustimmung erneut als Direktkandidat der Grünen für den Bundestagswahlkreis Berlin-Pankow aufgestellt. Mitte Dezember 2024 zog er seine Kandidatur für die Berliner Landesliste der Grünen zurück. Anfang Januar 2025 wurde die Wahl um die Direktkandidatur wiederholt; hierbei verlor er gegen Julia Schneider. Schneider gewann im Februar 2025 das Direktmandat im Wahlkreis und zog in den Deutschen Bundestag ein; Gelbhaar schied am 25. März 2025 aus dem Bundestag aus.

## Falschberichterstattung durch den RBB 2024
Der Tagesspiegel hatte Mitte Dezember 2024, der Rundfunk Berlin-Brandenburg (RBB) zum Jahreswechsel über Belästigungsvorwürfe mehrerer Frauen gegen ihn berichtet; auch Medien der Axel Springer SE berichteten. Gelbhaar bestritt alle Vorwürfe. Der RBB räumte Fehler bei der Recherche ein. Eine externe Untersuchung der Vorgänge zeigte, dass der Sender Anschuldigungen nicht ausreichend geprüft hatte, einige waren unter einer vorgetäuschten Identität erhoben worden. Chefredakteur David Biesinger und Programmdirektorin Katrin Günther traten deswegen im März 2025 von ihren Ämtern beim RBB zurück.
Der Bundesvorstand von Bündnis 90/Die Grünen beauftragte Annemarie Lütkes und Jerzy Montag mit der Erstellung eines Berichtes, der im Juni 2025 veröffentlicht wurde und einerseits auf strukturelle Probleme im Ombudsverfahren hinwies und andererseits von Missbrauch des Ombudsverfahrens durch konzertierte Eingaben unmittelbar vor der Listenerstellung sprach. Nach den Ermittlungen habe es sich dabei um eine „Organisation von Meldungen“ gehandelt, die „geballt“ vor der Listenaufstellung zur Bundestagswahl aufgetaucht seien und „erkennbar“, wenn auch nicht bei allen, das Ziel gehabt hätten, Gelbhaars Wiederaufstellung zu verhindern. Die Organisation der Meldungen sei „wohl innerhalb oder im Umfeld der Grünen Jugend Berlin zu suchen“. Das parteiinterne Verfahren gegen Gelbhaar wurde eingestellt. Zudem erstattete der Bundesvorstand Strafanzeige wegen falscher uneidlicher Aussage gegen eine Politikerin und Unbekannt. Auf eine Strafanzeige Gelbhaars hin nahm die Staatsanwaltschaft Berlin Ermittlungen aufgrund des Anfangsverdachts der Verleumdung auf. Gelbhaar forderte vom RBB zivilrechtlich 1,7 Millionen Euro Geldentschädigung und Schadensersatz.
Das Landgericht Hamburg bezeichnete im April 2025 einen Bericht der Süddeutschen Zeitung als zulässig, da darin zwar „der Verdacht eines grenzüberschreitenden und übergriffigen Verhaltens des Antragstellers gegenüber einer Mehrzahl jüngerer Frauen in zulässiger Weise verbreitet“ worden sei, jedoch nicht der Verdacht eines strafbaren Verhaltens. Der Parteikollegin Klara Schedlich, deren eidesstattliche Versicherung Teil der RBB-Berichterstattung war, untersagte das Gericht im Mai 2025 gewisse Aussagen zu ihrer Kommunikation mit Gelbhaar, die zu Missverständnissen führen könnten, öffentlich zu wiederholen. Anfang Juli 2025 wurde bekannt, dass der RBB in einer außergerichtlichen Einigung eine Entschädigung, über deren Höhe Stillschweigen vereinbart wurde, an Gelbhaar zahlt. Die Zeitung Die Welt berichtete Mitte Juli 2025 unter Berufung auf „mehrere mit dem Fall vertraute Personen“, dass der Sender 100.000 EUR und eine Versicherung des Senders 300.000 EUR an Gelbhaar gezahlt habe.

## Mitgliedschaften
- Vizepräsident des Humanistischen Verbandes Berlin-Brandenburg seit 2021[43][44]
- Mitglied im Aufsichtsrat der DB Netz AG von 2022[45] bis 2025